# Regulice (województwo małopolskie)
Regulice – wieś w Polsce, położona nad potokiem Regulka, w województwie małopolskim, powiecie chrzanowskim, gminie Alwernia.
Pierwsza wzmianka zanotowana była w rejestrach papieskich poborców podatkowych w latach 1325–1327.
W latach 1975–1998 miejscowość położona była w województwie krakowskim.

## Części wsi
| SIMC    | Nazwa      | Rodzaj    |
| ------- | ---------- | --------- |
| 0314796 | Brandyska  | część wsi |
| 0314804 | Brzeziny   | część wsi |
| 0314827 | Grzmiączka | część wsi |
| 0314833 | Kijów      | część wsi |

## Zabytki
Obiekty wpisane do rejestru zabytków nieruchomych województwa małopolskiego.
- Kościół św. Wawrzyńca w Regulicach z murem ogrodzeniowym;
- stodoła plebańska - przeniesiona w 1993 roku do Nadwiślańskiego Parku Etnograficznego w Lipowcu.

## Współczesność
Na północno-zachodnich krańcach wsi przebiega autostrada A4 (E40).
Przez Regulice przebiega nieczynna już linia kolejowa nr 103 Trzebinia – Wadowice, którą wybudowano w 1899 roku. Na linii znajdują się stacja kolejowa Regulice oraz przystanek kolejowy Regulice Górne. Od 2002 roku ruch osobowy został wstrzymany, niespełna rok później zamarł także ruch towarowy. Obecnie odcinek linii Bolęcin – Regulice – Alwernia ma status PLK "zawieszony z przeznaczeniem do likwidacji".
W Regulicach znajduje się nieczynny kamieniołom (Czarna Góra) permskich skał wylewnych – melafirów, znany z wystąpień agatów i ametystów. Znajduje się tu również Źródełko Jurajskie. W Regulicach Dolnych od ok. 1917 roku jednostka Ochotniczej Straży Pożarnej ma swoją siedzibę.
Na terenie Regulic funkcjonuje rzymskokatolicka parafia św. Wawrzyńca Diakona i Męczennika. Miejscowi Świadkowie Jehowy należą do zboru Krzeszowice-Zachód z Salą Królestwa w Krzeszowicach.